# Yozgatspor
El Yosgatspor es un equipo de fútbol de Turquía que juega en la Bölgesel Amatör Lig, la quinta división de fútbol en el país.

## Historia
Fue fundado el 23 de enero de 1959 en la ciudad de Yozgat y su mayor logro ha sido en la temporada 1999/2000 luego de obtener el ascenso a la superliga de Turquía por primera vez en su historia como campeón de la TFF Primera División.
En su primera temporada en la máxima categoría terminó en un decoros séptimo lugar, pero en la siguiente temporada terminaron en último lugar entre 18 equipo y descendieron de categoría.
Posteriormente el club en lugar de avanzar empezó a retroceder, ya que en 2006 desciende a la TFF Segunda División, y tres años más tarde a la TFF Tercera División, y para 2014 pierde su categoría como equipo profesional al descender a la Bölgesel Amatör Lig.

## Nombres
El club ha tenido varios nombres a lo largo de su historia, los cuales han sido:
- 1959-1961 : Karagümrük
- 1961-1985 : Bozokspor
- 1985-1998 : Yeni Yozgat
- 1998-2005 : Yimpaş Yozgatspor
- 2005-2006 : Yozgatspor
- 2006-2014 : Yimpaş Yozgatspor
- 2014-2015 : Yozgatspor Ticaret
- 2015-hoy : Yozgatspor 1959 FK

## Palmarés
- TFF Primera División: 1

1999/2000
- TFF Segunda División: 1

1998/99
- TFF Tercera División: 2

1991/92, 1994/95